# Brasão de armas do Príncipe das Astúrias

Brasão actual

O Brasão de armas da Princesa das Astúrias está descrito de acordo com o Real Decreto  979/2015, de 30 de outubro, que institui o brasão e o estandarte.
É composto por seis brasões:
- O primeiro quarto, de Castela: uma torre de três torreões a dourado, aclarado a azul, com contorno negro;
- O segundo quarto, de Leão: de fundo cor de prata, com um leão (por vezes a púrpura) de coroa dourada, linguado e unhado;
- O terceiro quarto, de Aragão: a dourado, com quatro listas vermelhas;
- O quarto quarto, de Navarra: fundo vermelho, com correntes interligadas a dourado dispostas em cruz, a partir do centro, onde consta uma esmeralda;
- Na base, de Granada: de fundo de prata, uma romã, com duas folhas a verde.
- Sobre tudo e ao centro, um escudo pequeno de azul com três flores de lis de ouro, bordadas de gules, representando os Bourbon.

No topo, uma coroa fechada, que é um círculo em ouro, cravado de pedras preciosas, e é forrada a vermelho. Diferenciado, um lambel de azul de três pés, na parte superior do escudo. Todo o brasão é rodeado pelo Colar do Tosão de Ouro.

## História
O brasão do príncipe herdeiro na heráldica castelhana não sofreu alterações até ao estabelecimento da Casa de Áustria quando se introduziu um lambel de azur (azul) ou de prata (branco) para se diferenciar das armas reais.
|  |  |  |  |

|  |  |  |  |